# Olmos (Macedo de Cavaleiros)
Olmos ist eine Gemeinde (Freguesia) im portugiesischen Kreis Macedo de Cavaleiros. In ihr leben 149 Einwohner (Stand 19. April 2021).